# 1965-ös magyar tekebajnokság
Az 1965-ös magyar tekebajnokság a huszonhetedik magyar bajnokság volt. A bajnokságot július 3. és 4. között rendezték meg Szegeden, a férfiakét a SZAK pályáján, a nőkét a Postás pályáján.

## Eredmények
| Versenyszám  | Arany                       | Arany | Ezüst                        | Ezüst | Bronz                         | Bronz |
| ------------ | --------------------------- | ----- | ---------------------------- | ----- | ----------------------------- | ----- |
| Férfi egyéni | Tóth László Pápai Vasas     | 909   | Bíró László Vízművek SK      | 892   | Kőhalmi Zoltán Diósgyőri VTK  | 891   |
| Női egyéni   | Hável Ernőné Ganz-MÁVAG VSE | 452   | Steckl Teréz Ferencvárosi TC | 445   | Szabó Lászlóné Zuglói Danuvia | 442   |